# Adisura callima
Adisura callima là một loài bướm đêm trong họ Noctuidae.